# Initiative populaire « pour l'encouragement des transports publics »
L'initiative populaire « pour l'encouragement des transports publics » est une initiative populaire fédérale suisse, rejetée par le peuple et les cantons le 3 mars 1991.

## Contenu
L'initiative demande de modifier l'article 26 de la Constitution fédérale pour promouvoir les transports en commun et pour développer le réseau national en privilégiant le rail pour le trafic de transit. Ces mesures doivent, selon l'initiative, être financées par une part des droits sur les carburants.
Le texte complet de l'initiative peut être consulté sur le site de la Chancellerie fédérale.

## Déroulement

### Contexte historique
Les sommes allouées par la Confédération aux transports publics ont passé de 99 millions de francs en 1970 à 1 960 millions en 1989 ; de plus, différents projets tels que « Rail 2000 » ou l'encouragement au trafic d'agglomération impliquent une augmentation de ces dépenses dans les années futures. Cependant, les initiants préfèrent ne pas se contenter de promesses à ce sujet et veulent assurer ces montants par des dispositions constitutionnelles afin d'obtenir « des lignes desservies plus fréquemment, des tarifs plus avantageux, la promotion du ferroutage et la construction de voies de raccordement ».

### Récolte des signatures et dépôt de l'initiative
La récolte des 100 000 signatures nécessaires a débuté le 4 septembre 1984. Le 24 février de l'année suivante, l'initiative a été déposée à la chancellerie fédérale qui l'a déclarée valide le 2 avril.

### Discussions et recommandations des autorités
Le Conseil fédéral et le parlement recommandent tous deux le rejet de cette initiative. Dans son message adressé à l'assemblée, le Conseil fédéral affirme que la plupart des demandes contenues dans cette initiative ne relèvent pas du droit constitutionnel, mais de la loi d'application. Il rejette également la modification proposée de l'affectation des droits sur les carburants, sous prétexte que les montants consacrés lors des précédentes années aux transports sont plus importants que ceux proposés par cette modification.

### Votation
Soumise à la votation le 3 mars 1991, l'initiative est refusée par 19 5/2 cantons (soit tous à l'exception des cantons d'Uri et de Bâle-Ville) et 62,9 % des suffrages exprimés. Le tableau ci-dessous détaille les résultats par cantons :